# Cynotherium
O dhole-de-sardenha (Cynotherium sardous) é uma espécie de canídeo Insular que era endêmico do que hoje são as ilhas mediterrâneas de Córsega e Sardenha, durante o Pleistoceno médio-final. Foi extinto ao término do Pleistoceno, sincronizado a chegada humana às ilhas.
Único representante do gênero 'Cynotherium', com seu nome científico significando ''cão besta da Sardenha''. Descrito como de igual porte a um chacal, estudos morfológicos indicam a especialização na caça de pequenos animais. Com especulada preferência pela endêmica pica-da-sardenha.

## Descrição
O dhole-da-sardenha era relativamente pequeno, de peso aproximado de 10 quilogramas, igual a um chacal. O crânio é delgado e em forma de cunha em vista lateral. O focinho é mais estreito do que nos dholes existentes, mas mais largo que o das raposas. A região pós-orbital do crânio é larga e os arcos zigomáticos projetam-se apenas modestamente para fora. Os locais de fixação do tríceps na escápula, ulna e úmero são grandes, indicando que o músculo, junto com o ancôneo , estava bem desenvolvido. A cicatriz do músculo deltóide na parte posterior da crista deltóide no úmero é alta, grande e rugosa, indicando que este músculo também foi bem desenvolvido. A análise da morfologia da orelha, incluindo a redução significativa no número de voltas cocleares , sugere uma especialização para a audição de sons de alta frequência, mas sugere que era pobre na detecção de sons de baixa frequência e completamente incapaz de detectar sons mais graves. superior a 250 Hz.
Um estudo genético de 2021, mostrou que seu parente vivo mais próximo é o Cão-selvagem-asiático, do qual de certo, divergiu a cerca de 885.000 anos. Ao contrário do cão-selvagem contemporâneo, não há indícios de introgressão genética com os mabecos.